# Laykold

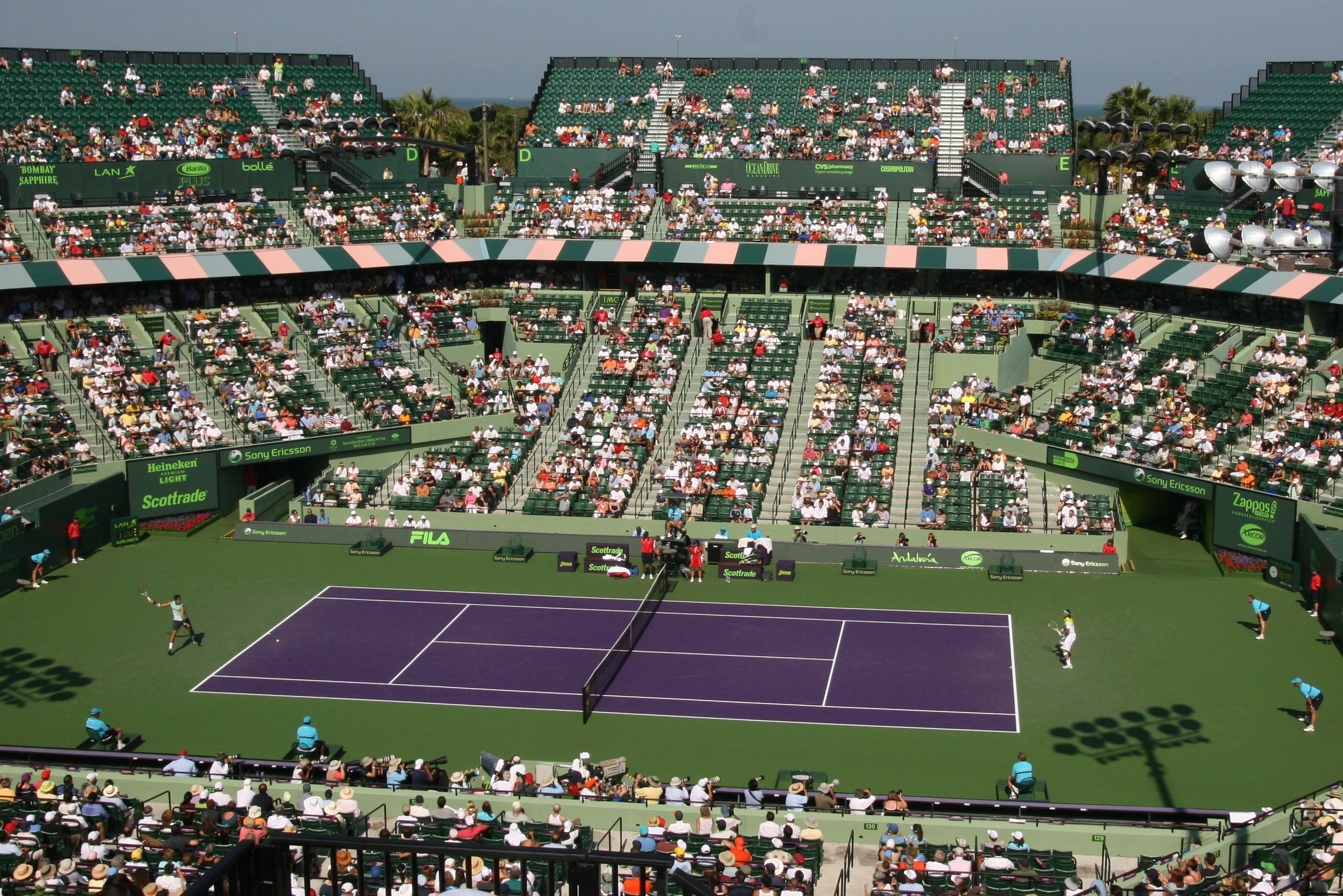
Miami Open in Laykold.

Laykold è un marchio di campi da tennis in cemento costruiti su una base di asfalto o cemento. Può essere costruito senza cuscino o con uno strato di cuscino (Laykold Cushion Plus) per una migliore ammortizzazione nei movimenti e una maggiore longevità del giocatore. Le superfici del campo sono realizzate con vari materiali tra cui gomma, silice e resina acrilica ed offrono omogeneità di condizioni e durabilità nel tempo. Laykold è prodotto da Advanced Polymer Technology (con sede ad Harmony, Pennsylvania).
Le superfici Laykold vengono installate come su superfici in cemento indoor e outdoor, principalmente su campi da tennis, ma anche su campi sportivi multifunzionali o in aree fitness e ginnastica.
Laykold viene usato in diverse sedi tra cui Miami Open (dal 1984), New York Open (dal 2020), Canadian Open, Dallas Open, Winston-Salem Open (dal 2021), San Diego Open, Abu Dhabi Open. Nel marzo 2020, la United States Tennis Association (USTA) ha annunciato che gli US Open utilizzeranno Laykold per almeno i prossimi cinque anni, a partire dal torneo del 2020.
Rispetto al DecoTurf questa superficie garantisce un rimbalzo leggermente maggiore e un topspin maggiore. Ciò avvantaggia tennisti più allenati nel topspin, e quindi semi-specialisti da terra, che non gli specialisti su erba, allenati nel colpire la palla più flat.